# Dag van de Duitse eenheid
De Dag van de Duitse eenheid (Duits: Tag der Deutschen Einheit) is een nationale feestdag in Duitsland die gevierd wordt op 3 oktober, de verjaardag van de Duitse hereniging in 1990.

## Datum
Een alternatieve keuze voor een Duitse nationale feestdag kon ook de val van de Berlijnse Muur (9 november 1989) geweest zijn. Ook stemt 9 november overeen met het uitroepen van de eerste ècht democratische Duitse republiek (tijdens de 'novemberrevolutie' in 1918) en de nederlaag van Hitlers eerste staatsgreep (in 1923). Maar dit was ook de dag van de eerste, door de nazi's geleide, pogroms op grote schaal tegen de Joden in 1938 (de zogenaamde Kristallnacht). Door deze laatste gebeurtenis werd 3 oktober, de dag van de formele reünie, als nationale feestdag gekozen.
Vóór de eenwording werd de "Dag van de Duitse Eenheid" in West-Duitsland gevierd op 17 juni. Deze dag was de herdenking van een opstand in 1953 door Oost-Duitse arbeiders tegen een verhoging van de werkquota. De opstand werd neergeslagen met behulp van de Sovjet-Unie. Het aantal slachtoffers is onbekend maar wordt iets boven de 100 geschat. In de DDR was de nationale feestdag 7 oktober, de Tag der Republik (dag van de republiek) om de stichting van de DDR in 1949 te herdenken.

## Discussie
In 2004 pleitte de Duitse bondskanselier Gerhard Schröder voor de afschaffing van de "Dag van de Duitse Eenheid" als officiële feestdag ten gunste van de economische ontwikkeling van Duitsland. In plaats van iedere derde oktober zou de nationale feestdag op elke eerste zondag van oktober gevierd moeten worden. Schröders voorstel kreeg kritiek van onder anderen de toenmalige Bondsdagvoorzitter Wolfgang Thierse en de voormalige bondspresident Horst Köhler. Uiteindelijk bleef 3 oktober na heftige debatten als nationale feestdag gehandhaafd.

## Festiviteiten
Elk jaar is er een volksfeest (Duits: Bürgerfest), boven op de traditionele festiviteiten in Berlijn. Op de zogenaamde 'Ländermeile' stellen alle Duitse deelstaten zich voor. De stad waar deze festiviteiten plaatsvinden is steeds in de deelstaat die in dat jaar het voorzitterschap van de federale raad (Bundesrat) heeft. Verder vinden er sinds enkele jaren diverse festiviteiten en concerten plaats bij de Brandenburger Tor en op de Straße des 17. Juni in Berlijn. 

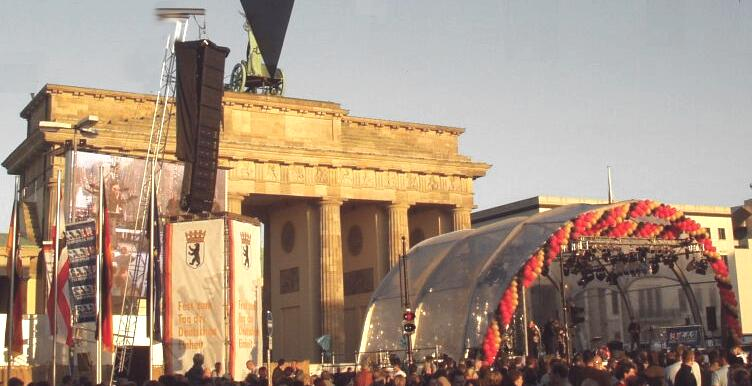
Festiviteiten rond de Tag der deutschen Einheit

- 1990 in Berlijn, hoofdstad van  Duitsland
- 1991 in Hamburg, hoofdstad van deelstaat Hamburg
- 1992 in Schwerin, hoofdstad van deelstaat Mecklenburg-Voor-Pommeren
- 1993 in Saarbrücken, hoofdstad van deelstaat Saarland
- 1994 in Bremen, hoofdstad van deelstaat Bremen
- 1995 in Düsseldorf, hoofdstad van deelstaat Noordrijn-Westfalen
- 1996 in München, hoofdstad van deelstaat Beieren
- 1997 in Stuttgart, hoofdstad van deelstaat Baden-Württemberg
- 1998 in Hannover, hoofdstad van deelstaat Nedersaksen
- 1999 in Wiesbaden, hoofdstad van deelstaat Hessen
- 2000 in Dresden, hoofdstad van deelstaat Saksen
- 2001 in Mainz, hoofdstad van deelstaat Rijnland-Palts
- 2002 in Berlijn, hoofdstad van Duitsland
- 2003 in Maagdenburg, hoofdstad van deelstaat Saksen-Anhalt
- 2004 in Erfurt, hoofdstad van deelstaat Thüringen
- 2005 in Potsdam, hoofdstad van deelstaat Brandenburg
- 2006 in Kiel, hoofdstad van deelstaat Sleeswijk-Holstein
- 2007 in Schwerin, hoofdstad van deelstaat Mecklenburg-Voor-Pommeren
- 2008 in Hamburg, hoofdstad van deelstaat Hamburg.
- 2009 in Saarbrücken, hoofdstad van deelstaat Saarland
- 2010 in Bremen, hoofdstad van deelstaat Bremen
- 2011 in Bonn, vroegere hoofdstad van West Duitsland (in deelstaat Noordrijn-Westfalen)
- 2012 in München, hoofdstad van deelstaat Beieren
- 2013 in Stuttgart, hoofdstad van deelstaat Baden-Württemberg
- 2014 in Hannover, hoofdstad van deelstaat Nedersaksen
- 2015 in Frankfurt am Main, grootste stad van deelstaat Hessen
- 2016 in Dresden, hoofdstad van deelstaat Saksen
- 2017 in Mainz, hoofdstad van Rijnland-Palts
- 2018 in Berlijn, hoofdstad van  Duitsland[1]
- 2019 in Kiel, hoofdstad van deelstaat Sleeswijk-Holstein
- 2020 in Potsdam, hoofdstad van deelstaat Brandenburg
- 2021 in Halle, grootste stad van deelstaat Saksen-Anhalt
- 2022 in Erfurt, hoofdstad van deelstaat Thüringen
- 2023 in Hamburg, hoofdstad van deelstaat Hamburg
- 2024 in Schwerin, hoofdstad van de deelstaat Mecklenburg-Voor-Pommeren